# Kuduvalli, Tirthahalli
Kuduvalli là một làng thuộc tehsil Tirthahalli, huyện Shimoga, bang Karnataka, Ấn Độ.